# بنجامین نیکایز
بنجامین نیکایز (انگلیسی: Benjamin Nicaise؛ زادهٔ ۲۸ سپتامبر ۱۹۸۰) بازیکن فوتبال اهل فرانسه است.
از باشگاه‌هایی که در آن بازی کرده‌است می‌توان به باشگاه فوتبال نانسی، باشگاه ورزشی آمیان، باشگاه فوتبال استاندارد لیژ، باشگاه فوتبال متس، و باشگاه فوتبال لیرسه اشاره کرد.